# Olga Jevrić
Olga Jevrić(cirílico serbio: Олга Јеврић, Belgrado, 29 de septiembre de 1922-ibídem 10 de febrero de 2014) fue una escultora serbia.

## Trayectoria
Estudió en el conservatorio de Belgrado y en la Universidad de las Artes de Belgrado, siendo alumna de artistas como Sreten Stojanović.
Realizó su primera exhibición en 1948. Entre otros materiales, trabajó yeso, cemento, terracota y hierro. 
Fue miembro de la Academia de las Artes y de las Ciencias de Serbia desde 1950.
Falleció a los 91 años.